# Northaw
Northaw – wieś w Anglii, w hrabstwie Hertfordshire, w dystrykcie Welwyn Hatfield. Leży 12 km na południowy zachód od miasta Hertford i 22 km na północ od centrum Londynu. W 2015 miejscowość liczyła 616 mieszkańców.